# Sjedinjene Države Jonskih Otoka
Sjedinjene Države Jonskih Otoka ( grčki: Ηνωμένον Κράτος των Ιονίων Νήσων}}, Enomenon Kratos ton Ionion Neson;  talijanski: Stati Uniti delle Isole Ionie) je bivša država i protektorat, tadašnjeg Ujedinjenog kraljevstva Britanije i Irske koja je postojala između 1815. – 1864. godine.  Nalazila se na prostoru današnje Grčke (na Jonskim otocima), na kraju je i predana tadašnjoj Kraljevini Grčkoj.

## Povijest
Prije francuskih revolucionarnih ratova, Jonski otoci, bili su u sastavu Mletačke republike.  Nakon njenog slabljenja i razgradnje, a osobito nakon potpisivanja Mira iz Campo Formia 1797. godine s Napoleonom, otoci su pripojeni Francuskoj Republici.  
Između 1798. – 1799.,  Carska Rusija zajedno s Otomanskim carstvom istjerala je Francuze s otočja.  Okupacijske snage ove koalicije osnovale su Republiku Sedam Otoka, koja je egzistirala od 1800. do 1807.
Nakan toga su otočje ponovno zaposjeli Francuzi i priključili ga svojim Ilirskim pokrajinama.  
2. listopada 1809. godine,  flota Ujedinjenog Kraljevstva pobijedila je Francusku flotu kod otoka Zakintos, i nakon toga zaposjela otoke;  Kefaloniju, Kiteru, i Zakintos.  1810. god. Britanci su zaposjeli otok Lefkada, otok Krf ostao je pod Francuskom upravom sve do 1814. godine.
Bečki kongres (1814. – 1815.) donio je zaključak da se Jonski otoci predaju kao protektorat Ujedinjenom Kraljevstvu.  Unatoč britanske vojne uprave, Austrijsko Carstvo je jamčilo Jonskim otocima, podjednaki trgovački status poput onoga koje je uživala Velika Britanija. Ovaj dogovor je raticifiran 26. kolovoza 1817., kada je donesen i otočki ustav, i time je započeo život ove federacije od sedam otoka. 
29. ožujka 1864., Ujedinjeno Kraljevstvo, Kraljevina Grčka, Francuska, i Carska Rusija potpisale su Mirovni ugovor iz Londona 1864., kojim se je suverenitet Jonskih otoka trebao prenijeti na Grčku. U skladu s tim 28. svibnja 1864. god., izjavom britanskog visokog povjerenika za Jonske otoke - otoci su vraćeni Grčkoj.

## Države
Kao što i službeni naziv govori, Sjedinjene Države Jonskih Otoka bile su federacija sastavljena od sedam otočkih država;
| Država                                                        | Glavni grad | Broj biranih zastupnika |
| ------------------------------------------------------------- | ----------- | ----------------------- |
| Krf                                                           | Krf         | 7                       |
| Kefalonija                                                    | Argostoli   | 7                       |
| Cerigo (tadašnje talijansko ime otoka, današnja Kitera)       | Kitera      | 1 ili 2                 |
| Itaka                                                         | Vati        | 1 ili 2                 |
| Paxò (tadašnje talijansko ime otoka, današnji Paxo            | Gaios       | 1 ili 2                 |
| Santa Maura (tadašnje talijansko ime otoka, današnja Lefkada) | Lefkada     | 4                       |
| Zante (tadašnje talijansko ime otoka, današnji Zakintos)      | Zakintos    | 7                       |

## Vlast
Otočka vlada bila je organizirana pod predsjedanjem Britanskog Visokog povjerenika (Lord High Commissioner) za Jonske otoke kojeg je nominalno postavljao Britanski monarh na prijedlog britanske vlade. Britanija je postavila ukupno deset povjerenika, između ostalog jedan mandat na otočju odradio je i William Gladstone kao izvaredni opunomoćenik.
Jonski otoci imali su dvodomni Parlament, sastavljen od Zastupničkog doma i Senata.
- Jonski otoci su imali dva službena jezika; grčki i talijanski.

## Pogledajte i ovo
- Jonski otoci